# الکساندر گریشچوک
الکساندر ایگورویچ گریشچوک (به روسی: Алекса́ндр И́горевич Грищу́к) (زاده ۳۱ اکتبر ۱۹۸۳) یک شطرنج‌باز اهل روسیه است. این استاد بزرگ شطرنج روسی است در تاریخ ۳۱ اکتبر ۱۹۸۳ در مسکو، روسیه به دنیا آمد. او یکی از برترین بازیکنان شطرنج جهان به‌شمار می‌رود و در طول حرفه‌اش موفقیت‌های زیادی کسب کرده است. گریشچوک به خاطر سبک بازی تهاجمی و خلاقانه‌اش مشهور است. الکساندر گریشچوک در سال ۲۰۰۰ عنوان استاد بزرگ شطرنج را دریافت کرد.

## زندگی شخصی
الکساندر گریشچوک با ناتالیا ژوکوا، استاد بزرگ شطرنج اوکراینی، ازدواج کرده است. این زوج دارای سه فرزند هستند.

## شروع شهرت
الکساندر ایگورویچ گریشچوک در ۳۱ اکتبر ۱۹۸۳ در روسیه به دنیا آمد. بالاترین ریتینگ او ۲۸۱۰ بوده که او را در ردهٔ هشتم برترین شطرنج بازان تاریخ از این لحاظ قرار داده‌است. وی یکی از ۸ شطرنج بازی است که تاکنون (۲۰۱۴) به ریتینگ بالاتر از ۲۸۰۰ رسیده‌اند (به همراه گری کاسپاروف، ویسواناتان آناند، ولادیمیر کرامنیک، ماگنوس کارلسن، فابیانو کاروانا و لئون آرونیان و وسلین توپالف).
وی در سال ۱۹۹۲ در مسابقات زیر ده سال توانست به مقام دوم دست یابد.

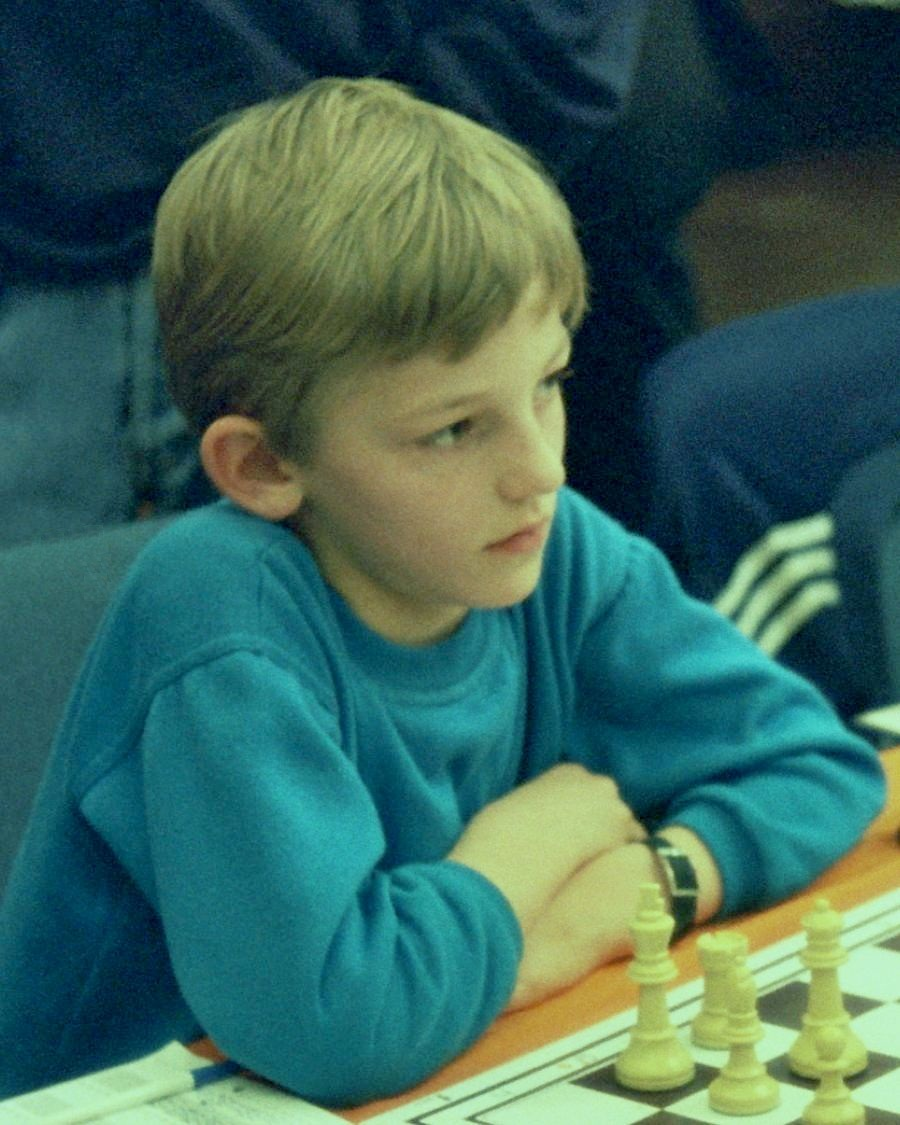
الکساندر گریسچوک سال ۱۹۹۲ دومی زیر ده سال جهان را کسب نمود